# Bekzod Abdurahmonov
Bekzod Mahamadjonovich Abdurahmonov (* 15. März 1990 in Taschkent) ist ein usbekischer Freistilringer und Mixed-Martial-Arts-Kämpfer. 

## Karriere
Bekzod Abdurahmonov war 2012 als Ringer in der NCAA Division I für die Clarion University in Pennsylvania aktiv. Zwischen 2013 und 2014 kämpfte er in Mixed Martial Arts. 2018 sicherte er sich im September Bronze bei den Weltmeisterschaften in Taschkent und wenige Wochen später Gold bei den Asienspielen in Incheon. In der Folgezeit wurde Abdurahmonov 2015 und 2017 Asienmeister und nahm zudem an den Olympischen Sommerspielen 2016 teil, wo er den fünften Platz in der Klasse bis 74 kg belegte. Wie bereits vier Jahre zuvor wurde er auch im Jahre 2018 Asienspielesieger und gewann erneut WM-Bronze. Bei den Olympischen Sommerspielen 2020, die aufgrund der COVID-19-Pandemie 2021 stattfanden, gewann Abdurahmonov in der Klasse bis 74 kg die Bronzemedaille. Im Folgejahr gewann er mit Bronze bei den Asienspiele in Hangzhou seine dritte Medaille bei dieser Veranstaltung.